# Freziera carinata
Freziera carinata är en tvåhjärtbladig växtart som beskrevs av A.L. Weitzman. Freziera carinata ingår i släktet Freziera och familjen Pentaphylacaceae. Inga underarter finns listade i Catalogue of Life.